# Tytus Leśniewicz
Tytus Leśniewicz herbu Półkozic (ur. 1808 na Podolu, zm. 31 marca 1852 w Kamieńcu Podolskim) – polski ziemianin, powstaniec listopadowy.

## Życiorys
Syn Nikodema Leśniewicza, dziedzica Wielkiej Mukszy i Boryszkowiec, i Antoniny z domu Glinka. Miał dwóch braci: Wincentego (1793–1861), marszałka szlachty kamienieckiej i właściciela Wielkiej Mukszy, oraz Jana (ur. 1796). Właściciel Wiktorówki.
Po ukończeniu szkół w Kamieńcu Podolskim (1825), studiował prawo na Uniwersytecie Wileńskim. W czasie powstania listopadowego wraz ze stryjecznym bratem, Joachimem Leśniewiczem, związany z tzw. Juntą, przygotowującą powstanie na Podolu. Starannie wykształcony, działał na rzecz powstania wśród mieszczan Kamieńca Podolskiego. Kiedy oczekiwana pomoc gen. Dwernickiego nie przybyła na Podole, Tytus Leśniewicz przedostał się do Królestwa Kongresowego. Wraz z braćmi stryjecznymi, Joachimem i Marcinem Leśniewiczami, brał udział w obronie Zamościa. Odznaczył się niezwykłą walecznością podczas wycieczek z oblężonej twierdzy Zamość. O jego znaczeniu świadczy, że przy wymianie jeńców strona rosyjska zgodziła się wydać Tytusa Leśniewicza w zamian za dwóch wysokich stopniem oficerów rosyjskich, pułkownika i majora. 
Żonaty z Janiną Giżycką. Miał dzieci: Wincentego, Maurycego, Laurę Modestę za historykiem Janem Markiem Giżyckim, Janinę (Joannę) za Stanisławem Makowskim (dziadków Wacława Makowskiego), Franciszkę za Romualdem Przygodzkim i Marię. 
Zmarł 31 marca 1852 r. Pochowany w Kamieńcu Podolskim. Jego grób znajdował się obok grobu jego brata marszałka kamienieckiego Wincentego Leśniewicza.